# Fatos Kongoli
Fatos Kongoli (* 12. ledna 1944 Elbasan) je albánský spisovatel.
Vystudoval matematiku, částečně v Pekingu, částečně v Tiraně, kde v roce 1967 absolvoval. Tomuto oboru se dlouho skutečně věnoval. Až po pádu komunismu v Albánii se rozhodl věnovat literatuře. První román, I humburi, vydal v roce 1992. Věnoval se tématu Hodžovy diktatury. Hlavní postava románu bývá označována za antihrdinu, neboť dá před vyhlídkou na svobodu přednost nicotě diktatury. Analýze totalitní minulosti země byl věnován i druhý Kongoliho román Kufoma (1994). Ve třetím románu Dragoi i fildishtë využil autor osobní zkušenost albánského studenta v Číně v 60. letech (Albánie měla dlouho s Čínou, jako jednou z mála zemí, vřelé vztahy, než se diktátor Hodža rozešel i s ní).
Roku 2010 byl jmenován ve Francii Rytířem čestné legie. Je trojnásobným držitelem výroční ceny pro nejlepší albánskou prózu udělovanou Ministerstvem kultury Albánie (1995, 2000, 2002) a vítězem literární ceny Penda e Artë (2004), patrně nejprestižnější albánské literární ceny.